# Хаманаев, Муса Саидахматович
Муса́ Саидахма́тович (Сайдахматович) Хамана́ев (род. 14 октября 1987 года, Грозный, Чечено-Ингушская АССР, РСФСР, СССР) — российский боец смешанных единоборств, чемпион России по бразильскому джиу-джитсу (2009 год), мастер спорта России по вольной борьбе, чемпион M-1 Challenge в лёгком весе.

## Биография
Рос в селе и был очень активным мальчиком. Изначально пришёл в школу бокса, но немного позже, также заинтересовался вольной борьбой, где достиг немалых успехов. Поступив в политехнический институт Муса очень усердно стал заниматься боевым самбо, по которому стал чемпионом России и мира.

## Спортивная карьера
26 ноября 2012 года, победив Даниэля Вайхеля, Муса Хаманаев стал чемпионом M-1 Challenge. В этом поединке Муса перевёл соперника в партер и на второй минуте провёл болевой приём «скручивание пятки». Позже он защитил пояс в бою против Нико Пухакка, выиграв единогласным решением судей в пятираундовом поединке.

## Статистика боёв
| Результат | Рекорд | Соперник                | Способ                                         | Турнир                                      | Дата                  | Раунд | Время | Место                   | Примечание                                          |
| --------- | ------ | ----------------------- | ---------------------------------------------- | ------------------------------------------- | --------------------- | ----- | ----- | ----------------------- | --------------------------------------------------- |
| Поражение | 18-9   | Сергей Клюев            | Техническим сабмишном (удушение треугольником) | ACA 145: Абдулаев - Слипенко                | 23 сентября 2022 года | 1     | 2:17  | Санкт-Петербург, Россия |                                                     |
| Поражение | 18-8   | Аурел Пиртеа            | Сабмишном (удушение Брабо)                     | ACA 128: Гончаров - Омельянчук              | 11 сентября 2021 года | 2     | 1:14  | Минск, Белоруссия       |                                                     |
| Поражение | 18-7   | Жарабек Тешабоев        | Технический нокаут                             | ACA 102                                     | 29 ноября 2019 года   | 2     | 4:04  | Алма-Ата, Казахстан     |                                                     |
| Поражение | 18-6   | Марчин Хелд             | Сабмишн (скручивание пятки)                    | ACB 90                                      | 10 ноября 2018 года   | 1     | 2:09  | Москва, Россия          |                                                     |
| Победа    | 18-5   | Эфрейн Эскудеро         | Единогласное решение                           | ACB 74 - AGUEV vs. TOWNSEND                 | 18 ноября 2017 года   | 3     | 5:00  | Вена, Австрия           |                                                     |
| Поражение | 17-5   | Луис Паломино           | Технический нокаут                             | ACB 51 - Silva vs. Torgeson                 | 13 января 2017 года   | 2     | 3:35  | Ирвайн, Калифорния, США |                                                     |
| Победа    | 17-4   | Брюс Боингтон           | Решением (единогласным)                        | ACB 43 Battle of the Sura                   | 20 августа 2016 года  | 3     | 5:00  | Пенза, Россия           |                                                     |
| Победа    | 16-4   | Леандро Родригес Понтес | Сабмишном (удушение треугольником)             | Titan FC 35 - Healy vs. Hawn                | 6 февраля 2016 года   | 3     | 0:51  | Варшава, Польша         |                                                     |
| Поражение | 15-4   | Джейсон Найт            | Сабмишном (удушение треугольником)             | Titan FC 35 - Healy vs. Hawn                | 19 сентября 2015 года | 2     | 3:06  | Вашингтон, США          |                                                     |
| Победа    | 15-3   | Эрик Рейнолдс           | Нокаут (удар)                                  | ACB 10 — Coliseum Time                      | 4 октября 2014 года   | 1     | 3:54  | Грозный, Чечня, Россия  | Дебют в ACB.                                        |
| Победа    | 14-3   | Владимир Николаев       | Технический нокаут (удары)                     | М-1 Challenge 45                            | 28 февраля 2014 года  | 2     | 4:12  | Санкт-Петербург, Россия | Защитил титул чемпиона M-1 chalange в лёгком весе.  |
| Победа    | 13-3   | Нико Пухакка            | Единогласное решение                           | M-1 Challenge 37 — Khamanaev vs. Puhakka    | 27 февраля 2013 года  | 5     | 5:00  | Оренбург, Россия        | Защитил титул чемпиона M-1 chalange в лёгком весе.  |
| Победа    | 12-3   | Даниэль Вайхель         | Сабмишн (скручивание пятки)                    | M-1 Global — Fedor vs. Rizzo                | 21 июня 2012 года     | 1     | 1:48  | Санкт-Петербург, Россия | Завоевал титул чемпиона M-1 chalange в лёгком весе. |
| Победа    | 11-3   | Артём Дамковский        | Единогласное решение                           | M-1 Challenge 32 — Garner vs. Malikov       | 16 мая 2012 года      | 3     | 5:00  | Москва, Россия          |                                                     |
| Победа    | 10-3   | Тахар Хадби             | Единогласное решение                           | OFC 3 — Combat MMA in the Cage              | 26 ноября 2011 года   | 3     | 5:00  | Манаж, Бельгия          |                                                     |
| Победа    | 9-3    | Сенджиз Дана            | Сабмишн (удушение сзади)                       | SFC 5 — Germany vs. Russia                  | 12 июня 2011 года     | 1     | 1:46  | Гессен, Германия        |                                                     |
| Поражение | 8-3    | Шарль-Анри Чунги        | Раздельное решение                             | 100 Percent Fight 5                         | 28 мая 2011 года      | 2     | 5:00  | Париж, Франция          |                                                     |
| Победа    | 8-2    | Рефки Гуеррида          | Технический нокаут (удары)                     | OFC 2 — Combat MMA in the Cage              | 23 апреля 2011 года   | 1     | 0:00  | Валлония, Бельгия       |                                                     |
| Победа    | 7-2    | Патрик Молтадо          | Нокаут (удар)                                  | Pancrase Fighting Championship 3            | 2 апреля 2011 года    | 1     | 0:35  | Марсель, Франция        |                                                     |
| Победа    | 6-2    | Винсент дель Герра      | Сабмишн (скручивание пятки)                    | PFC — Challengers 3                         | 4 декабря 2010 года   | 1     | 0:00  | Марсель, Франция        |                                                     |
| Победа    | 5-2    | Эдвин Рамдедович        | Технический нокаут (удары)                     | Octagon Fighting Club                       | 25 сентября 2010 года | 1     | 1:44  | Манаж, Бельгия          |                                                     |
| Поражение | 4-2    | Дэвид Билхеден          | Технический нокаут (удары)                     | M-1 Selection 2010 — Western Europe Round 3 | 29 мая 2010 года      | 2     | 1:57  | Хельсинки, Финляндия    |                                                     |
| Поражение | 4-1    | Богдан Христеа          | Сабмишн (удушение треугольником)               | M-1 Challenge 9                             | 21 ноября 2008 года   | 1     | 1:21  | Санкт-Петербург, Россия |                                                     |
| Победа    | 4-0    | Валерий Варанкин        | N/A                                            | Kstovo Sambo Federation                     | 6 ноября 2008 года    | 1     | 0:00  | Нижний Новгород, Россия |                                                     |
| Победа    | 3-0    | Вим Депуттер            | Решение большинства судей                      | M-1 Challenge № 7                           | 27 сентября 2008 года | 2     | 5:00  | Нижний Новгород, Россия | Дебют в М-1.                                        |
| Победа    | 2-0    | Давид Джегенирай        | Сабмишн (удушение сзади)                       | FFR — Battle for the Moon                   | 7 июля 2008 года      | 1     | 3:39  | Костомукша, Россия      |                                                     |
| Победа    | 1-0    | Донатас Бернотавичус    | Технический нокаут (удары)                     | Shooto — Russia                             | 29 марта 2008 года    | 1     | 1:20  | Псков, Россия           |                                                     |